# Time, the Comedian
Time, the Comedian è un film drammatico muto del 1925 diretto da Robert Z. Leonard.
Il soggetto è tratto da un romanzo di Kate Jordan (1862-1926), scrittrice irlandese i cui lavori vennero adattati varie volte per lo schermo.

## Trama
Nora Dakon, stanca della vita monotona che conduce in una piccola città del New Jersey, lascia la famiglia per andarsene con Larry Brundage, un ricco sportivo di New York. Il marito abbandonato si suicida. Allora, per evitare lo scandalo, Brundage abbandona Nora che ritorna a casa da Ruth, la sua bambina.
Gli anni passano. Nora è diventata una famosa cantante. A Parigi, dove vive, invitata a cantare per celebrare l'armistizio incontra l'amante di un tempo. Brundage, questa volta, si innamora follemente della giovane Ruth, la figlia di Nora. Per impedire quel matrimonio, Nora è costretta a rivelare alla figlia il suo poco limpido passato e la parte che vi ha giocato Brundage. Ruth si consola con Tom Cautley, uno studente d'arte.

## Produzione
Il film fu prodotto da Robert Z. Leonard per la Metro-Goldwyn-Mayer (MGM)

## Distribuzione
Distribuito dalla Metro-Goldwyn-Mayer (MGM), il film uscì nelle sale cinematografiche USA l'8 novembre 1925. Fu distribuito in Portogallo, con il titolo A Comédia da Vida, il 27 giugno 1928.